# William Stonor (8e baron Camoys)
Ralph William Robert Stonor, 8e baron Camoys (né le 10 septembre 1974) est un pair héréditaire britannique et membre conservateur de la Chambre des lords.
Il devient membre de la Chambre en novembre 2023, après avoir remporté une élection partielle héréditaire des pairs pour remplacer Lord Brougham et Vaux.

## Biographie
Ralph William Robert Stonor est né le 10 septembre 1974 de Thomas Stonor, 7e baron Camoys et d'Elisabeth Hyde Parker, fille de William Stephen Hyde-Parker, 11e baronnet. Lord Camoys fait ses études au Collège d'Eton et à l'Université de Manchester, où il obtient un baccalauréat en histoire.
Après avoir obtenu son diplôme, il travaille à Londres et à Bristol pour des sociétés de capital-investissement avant de rejoindre le ministère des Affaires étrangères en tant que diplomate, où il travaille en Afghanistan et à Delhi et à Londres en tant que chef d'une équipe antiterroriste. En 2009, il fonde Ilex Partners International Limited, une société de fusions et acquisitions, avec Jacob Rothschild. En 2021, il cofonde Marlow Film Studios et en est le directeur.
Il est président du conseil d'administration du National Trust for Nature Conservation.
Il épouse Alisa Fiona Mackay, fille de Peter Mackay, 4e comte d'Inchcape en 2004. Le couple a trois enfants.